# محلة مالك
محلّة مالك، قرية تابعة للوحدة المحلية لقرية شباس الملح، التابعة لمركز دسوق التابع لمحافظة كفر الشيخ في جمهورية مصر العربية.

## التاريخ
قرية محلة مالك من القرى القديمة، حيث وردت باسم «محلة مالك» في أعمال الغربية ضمن قرى الروك الصلاحي التي أحصاها ابن مماتي في كتاب قوانين الدواوين، كما وردت باسم «محلة مالك» في أعمال الغربية ضمن قرى الروك الناصري التي أحصاها ابن الجيعان في كتاب «التحفة السنية بأسماء البلاد المصرية». وفي العصر العثماني وردت باسم «محلة مالك» في التربيع العثماني الذي أجراه الوالي العثماني سليمان باشا الخادم في عصر السلطان العثماني سليمان القانوني ضمن قرى ولاية الغربية، وفي تاريخ 1228هـ/1813م الذي عدّ قرى مصر بعد المسح الذي قام به محمد علي باشا باسم «محلة مالك» ضمن قرى مديرية الغربية.

## توابعها
لها 8 توابع من عزب وكفور ونجوع:
- البدالة.
- حماد.
- السلماوي.
- الدناصوري.
- الصردي.
- الوكيل.
- خليل زينة.
- رجب.

## السكان
حسب إحصاءات عام 2006، بلغ عدد سكان محلة مالك 12,008 نسمة، منهم 5,968 ذكر و6,040 أنثى.